# Sheratan
Sheratan, eller Beta Arietis (β Arietis, förkortad Beta Ari, β Ari) som är stjärnans Bayerbeteckning, är en stjärna i östra delen av stjärnbilden Väduren, som markerar vädurens andra horn. Den har en skenbar magnitud på 2,66. Baserat på parallaxmätningar befinner den sig på ett avstånd av 59,6 ljusår (18,3 parsek) från solen.

## Nomenklatur
Det traditionella namnet Sheratan (eller Sharatan, Sheratim),  i sin helhet Al Sharatan, kommer från den arabiska stjärnan Aš -šarāţān "de två tecknen", en referens till stjärnan som har markerat den norra vårdagjämningen tillsammans med Gamma Arietis sedan flera tusen år.
År 2016 organiserade Internationella astronomiska unionen en arbetsgrupp för stjärnnamn (WGSN) med uppgift att katalogisera och standardisera namn för stjärnor. WGSN fastställde namnet Sheratan för denna stjärna den 21 augusti 2016 och detta finns nu i IAU:s Catalog of Starname.

## Egenskaper
Sheratan är en spektroskopisk dubbelstjärna bestående av ett par stjärnor som kretsar kring varandra med en separation som för närvarande (2016) inte kan upplösas med ett konventionellt teleskop. Paret har dock upplösts med Mark III Stellar Interferometer vid Mount Wilson Observatory. Detta gör att orbitalelementen kan bestämmas, liksom de individuella massorna av de två stjärnorna. Stjärnorna fullbordar sin mycket elliptiska bana på 107 dygn.
Den primära stjärnan har spektralklass A5 V, vilket betyder att det är en stjärna i huvudserien av typ A, som genererar energi genom termonukleär fusion av väte i dess kärnområde. NStars-projektet ger stjärnan en spektraltyp av kA4 hA5 mA5 Va inom den reviderade Morgan-Keenan spectral classification.
Sekundärstjärnans spektrum har inte bestämts, men kan, baserat på massan, ha en spektralklass av F5 III-V eller G0 V. Den har omkring fyra enheter svagare magnitud än primärstjärnan. Därför domineras energiproduktionen från systemet av denna. Inom några få miljoner år väntas betydande massöverföring ske till den sekundära komponenten, samtidigt som den primära komponenten utvecklas mot en röd jätte.
Primärstjärnan har klassificerats som en snabb rotator, med en beräknad rotationshastighet på 73 km/s, vilket ger en lägre gräns för den azimutala rotationshastigheten längs ekvatorn. Det kan också vara en Am-stjärna, som är en klass av stjärnor som visar ett tydligt spektrum med starka absorptionslinjer från olika element och brister i andra. I Sheratan expanderas dessa absorptionslinjer på grund av Dopplereffekten från rotationen, vilket gör analysen av överskottsmönstren svår.
Sheratan har undersökts med rymdteleskopet Spitzer för förekomst av ett överskott av infraröd strålning, vilket skulle indikera en stoftskiva. Något signifikant överskott har emellertid inte upptäckts.